# Dolmen von Campoussy

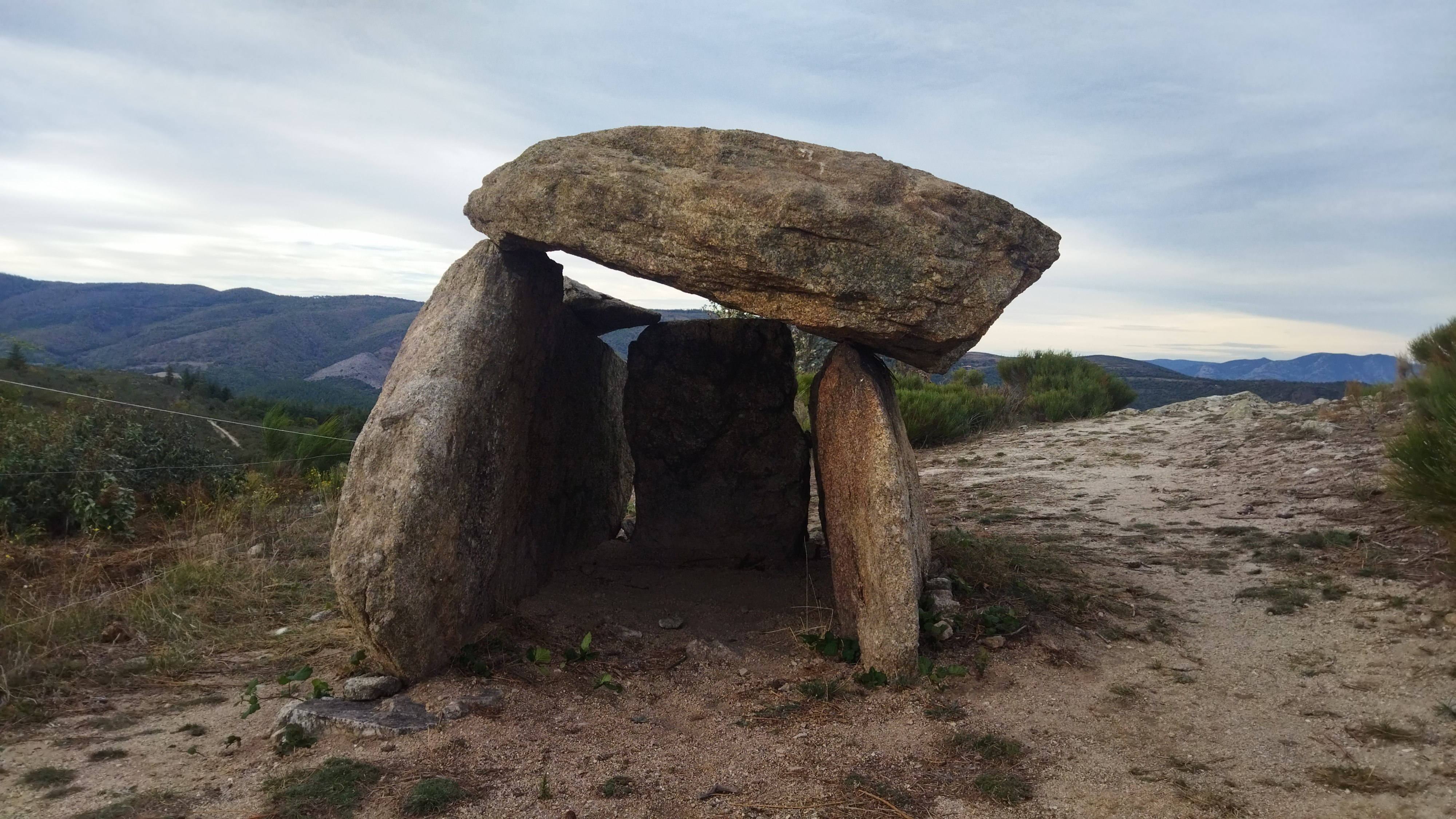
Dolmen de la Font de l’Arca - Campoussy

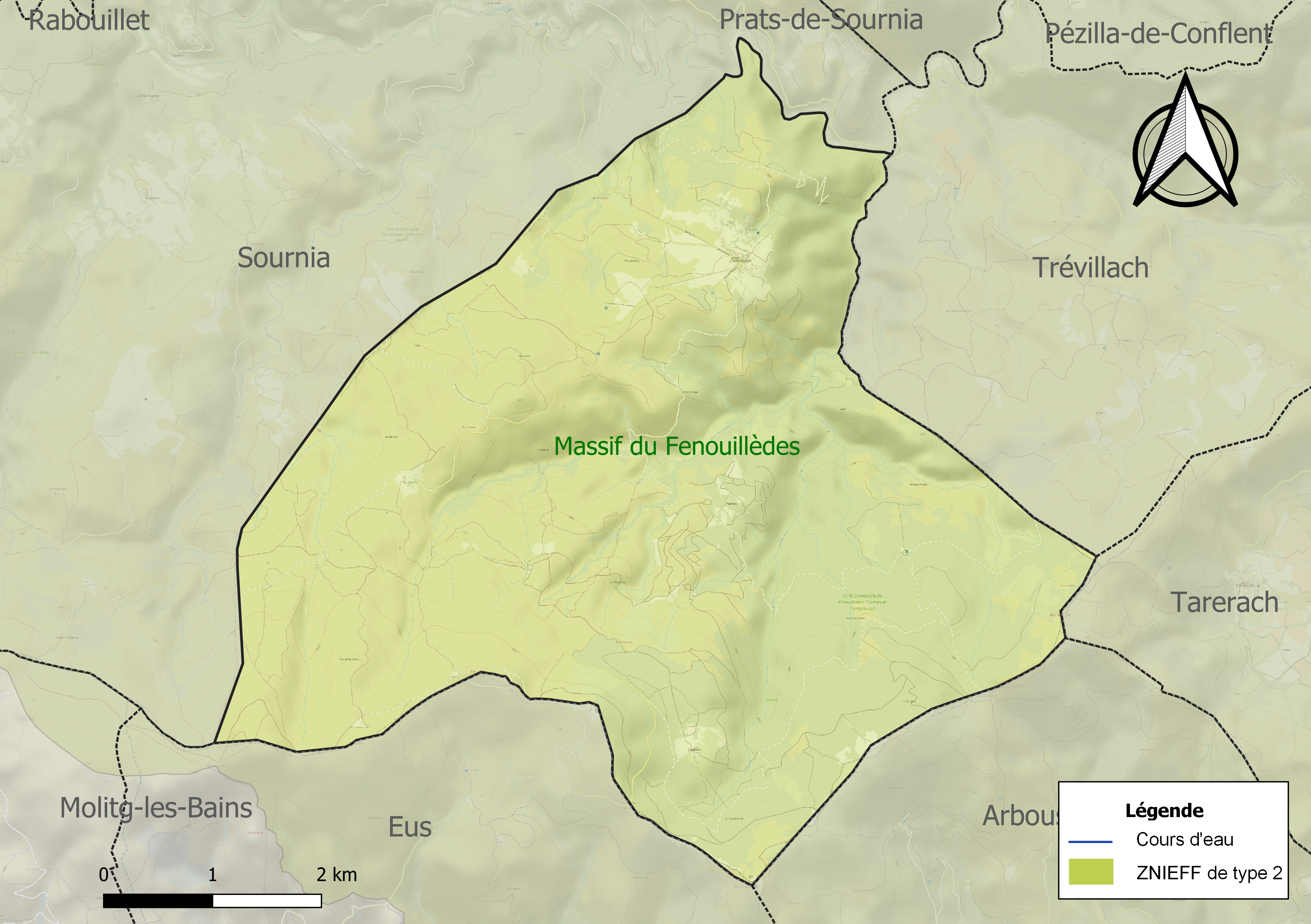
Karte

Der restaurierte Dolmen von Campoussy (auch Dolmen de la Font de l’Arca, Dolmen la Cabaneta des Très Pèiras, Las Tres Peyros oder Roc Cornut genannt) liegt südwestlich von Campoussy, nördlich von Prades im Département Pyrénées-Orientales in Frankreich. Dolmen ist in Frankreich der Oberbegriff für neolithische Megalithanlagen aller Art (siehe: französische Nomenklatur).
Es ist ein „Dolmen simple“ vom Ende des 3. Jahrtausends, dem Chalkolithikum. Er besteht aus einer leicht geneigten etwa runden Deckenplatte, die von drei senkrechten Orthostaten getragen wird. Die etwa 1,5 m lange, 1,2 bis 0,8 m breite trapezoide Kammer wird im Norden durch eine vierte Platte verschlossen. Der Grabhügel aus Kieselsteinen und Erde ist völlig abgetragen. Ein ebenfalls verschwundener gerader Gang im Süden ermöglichte den Zugang.
Die Deckenplatte trägt eine Vielzahl von Schälchen (französisch cupules), die sich auf vielen Felsen in der Region finden. Das größte Schälchen von etwa 15,0 cm Durchmesser scheint natürlichen Ursprungs zu sein.
Gleich hinter dem Dolmen liegen die Roc Cornut (gehörnter Fels), eine Ansammlung von Felsen, die eine lokale Kuriosität bilden.